# Centro Nacional de Epidemiología, Prevención y Control de Enfermedades
El Centro Nacional de Epidemiología, Prevención y Control de Enfermedades, (CDC en su forma abreviada) es una agencia del Ministerio de Salud del Perú cuya responsabilidad a nivel nacional radica en el desarrollo y la aplicación de acciones para la prevención y control de enfermedades y la realización de actividades de educación y promoción de la salud. Su sede se encuentra en el distrito de Jesús María, en Lima, capital del Perú.

## Descripción
Fue creado el 17 de febrero del 2016 durante los últimos meses del gobierno de Ollanta Humala mediante la resolución ministerial N° 102-2016/MINSA:

Artículo 1.- Conformar el Centro Nacional de Epidemiología, Prevención y Control de Enfermedades – CDC, en tanto se apruebe su Manual de Operaciones, con las siguientes Unidades Funcionales:

- Centro de Inteligencia Sanitaria;
- Centro de Vigilancia en Salud Pública;
- Centro de Prevención y Control de Enfermedades Transmisibles;
- Centro de Control de Riesgos y Respuesta a Brotes Epidémicos;
- Centro de Salud Internacional y Enlace; y,

- Centro de Respuesta de Emergencias y Desastres.

El CDC suele informar el control de enfermedades en poblaciones vulnerables de la costa, amazonía y los andes, se divide en la  Dirección General de Epidemiología (DGE) y la Red Nacional de Epidemiología (RENACE) que agrupa al mismo Ministerio de Salud, EsSalud, sanidades de las Fuerzas Armadas y Policía Nacional.